# Pinellia ternata
Pinellie ternée
Espèce
Classification APG III (2009)
Pinellia ternata, la Pinellie ternée, (en chinois:半夏, en japonais:カラスビシャク), est une espèce de plantes originaire de Chine. Les feuilles pédatiséquées sur les individus robustes rappelant fortement celles d'Arum dracunculus, sont souvent réduites à trois folioles lancéolées sur les plus grêles.

## Propriétés
Pinellia ternata, appelée Chi Bán hạ, a des feuilles trifoliées qui produisent des bulbilles à la base du pétiole et au point d’union des trois folioles. Pinellia ternata f. angustata (Schott) Makino a des folioles plus étroites.
Dans sa région d’origine cette espèce est cultivée à des fins médicinales. Elle contient un alcaloïde dont les propriétés sont semblables à celles de la coniine et à l’éphédrine. La médecine chinoise l’utilise comme décongestionnant des voies respiratoires, comme carminatif contre les flatulences intestinales et comme antiémétique. Il est également très utilisé en médecine Kampo.
Cette plante peut, via ses bulbilles, devenir envahissante voire, comme c’est le cas au Jardin botanique de Louvain, se comporter via le sarclage comme une véritable mauvaise herbe. Elle pousse également en tant que mauvaise herbe en Amérique du Nord.

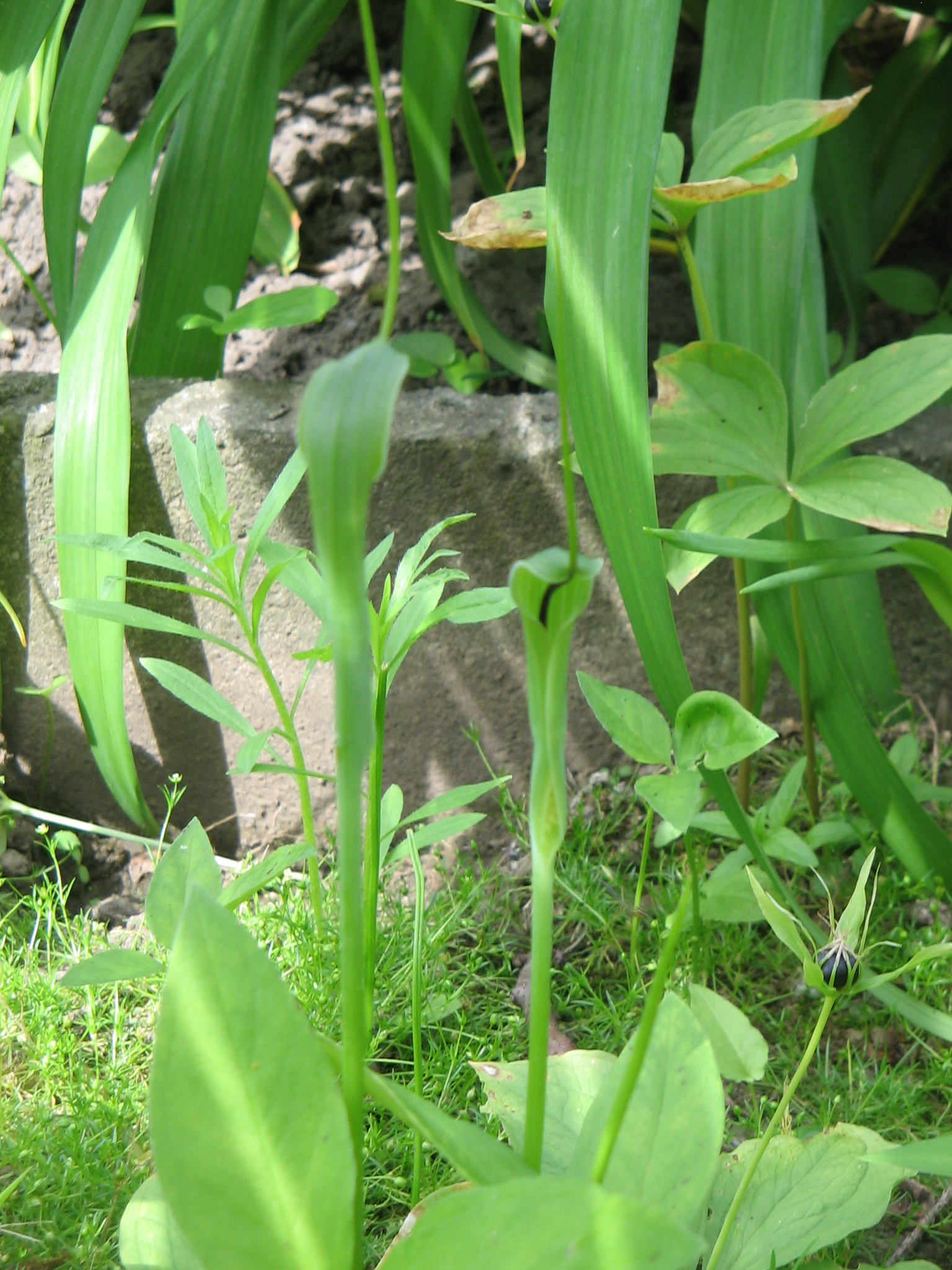
Pinellia ternata dans un parterre du Jardin botanique de Louvain
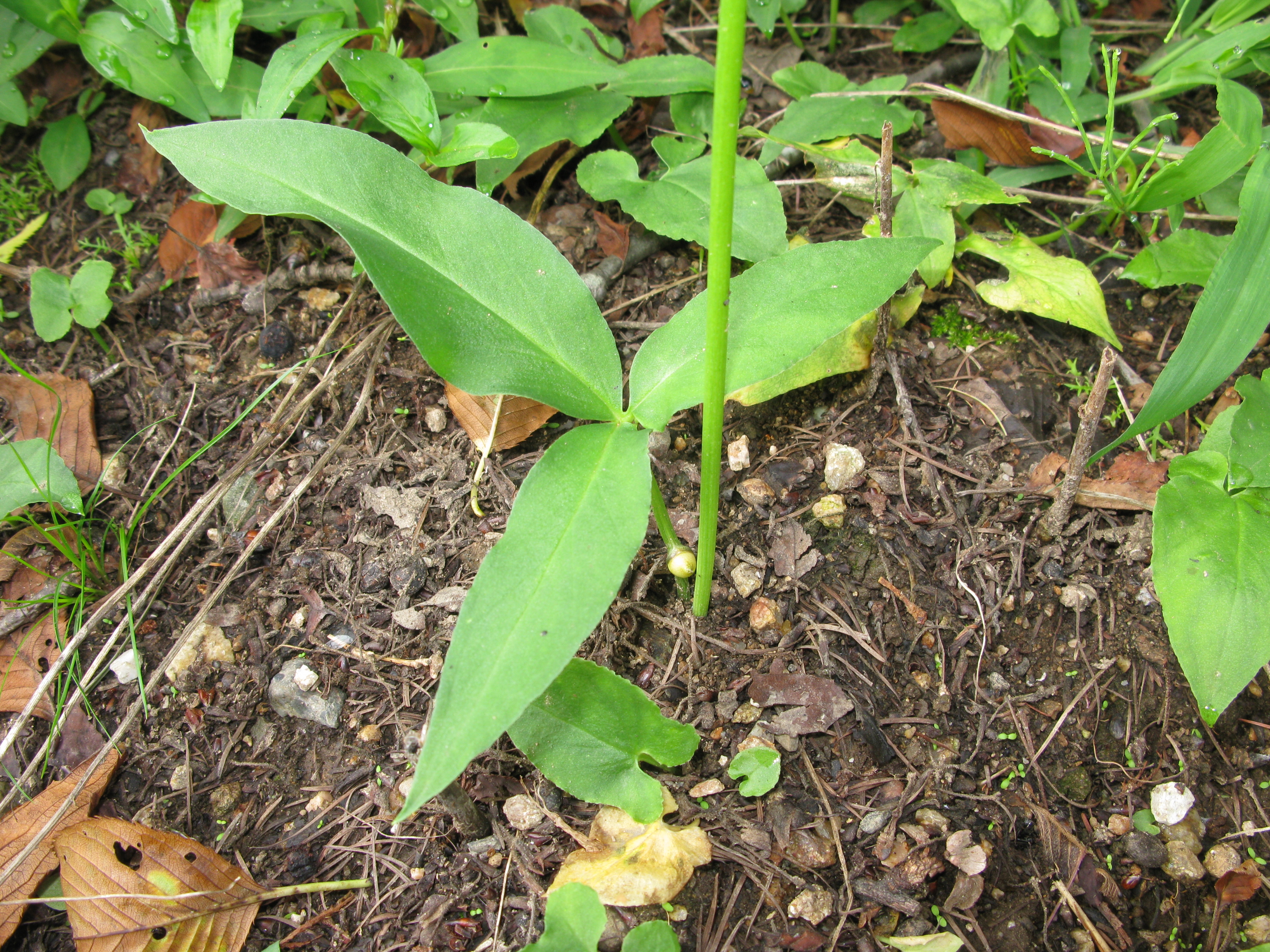
Feuille avec bulbille à la base du pétioe
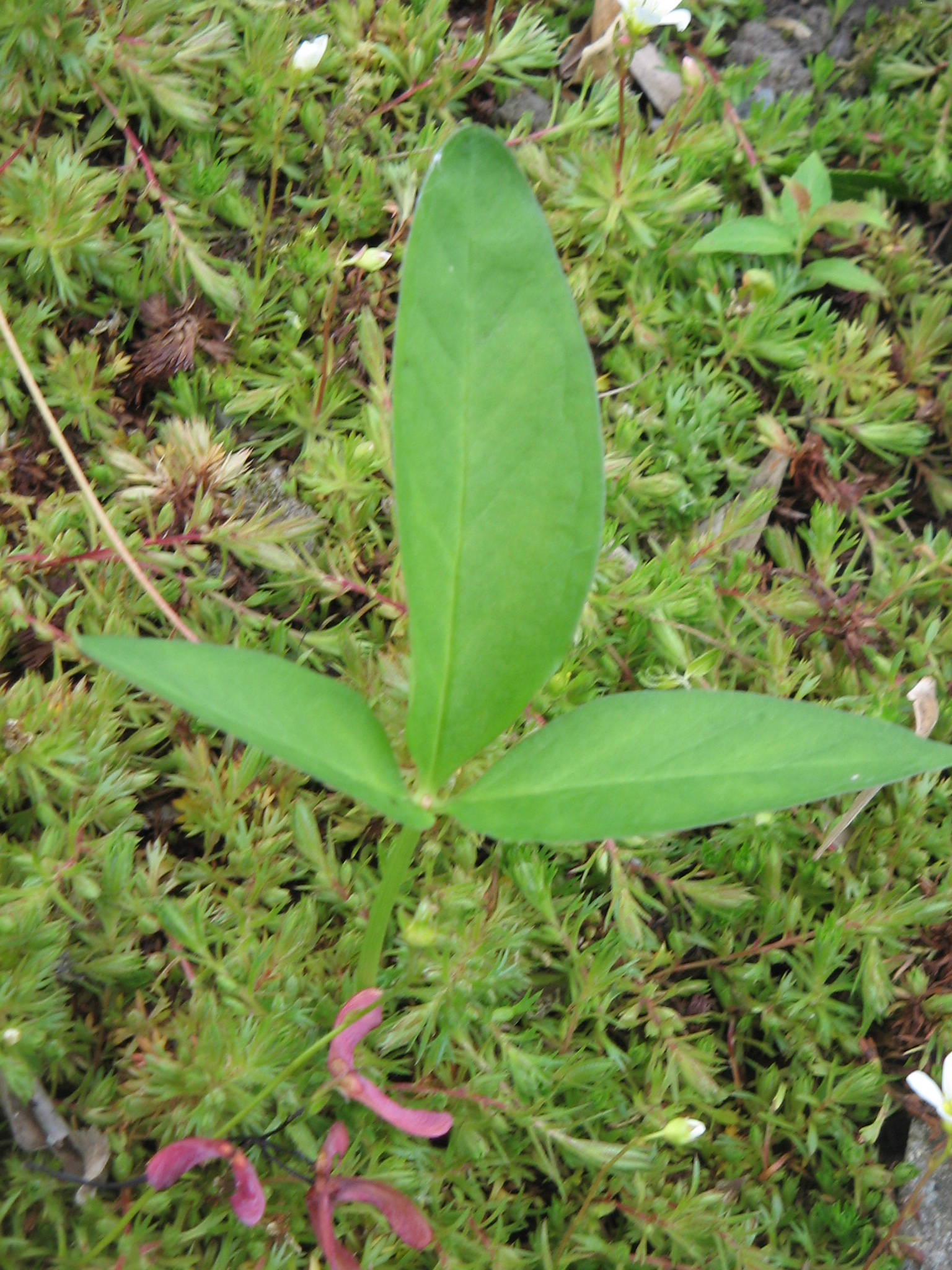
Feuille avec bulbille au point d'union des folioles